# روباه پرنده نقاب‌دار
روباه پرنده نقاب‌دار (نام علمی: Pteropus personatus) نام یک گونه از سرده روباه پرنده است.